# Kanton La Ferté-Bernard
Der Kanton La Ferté-Bernard ist seit 1790 ein französischer Wahlkreis im Arrondissement Mamers, im Département Sarthe und in der Region Pays de la Loire; sein Hauptort ist La Ferté-Bernard.

## Gemeinden
Der Kanton besteht aus 24 Gemeinden mit insgesamt 24.571 Einwohnern (Stand: 1. Januar 2022) auf einer Gesamtfläche von 315,61 km²:
| Gemeinde                 | Einwohner 1. Januar 2022 | Fläche km² | Dichte Einw./km² | Code INSEE | Postleitzahl |
| ------------------------ | ------------------------ | ---------- | ---------------- | ---------- | ------------ |
| Avezé                    | 692                      | 20,81      | 33               | 72020      | 72400        |
| Beillé                   | 543                      | 8,48       | 64               | 72031      | 72160        |
| Boëssé-le-Sec            | 534                      | 11,76      | 45               | 72038      | 72400        |
| Bouër                    | 352                      | 12,00      | 29               | 72041      | 72390        |
| Cherré-Au                | 2.746                    | 30,37      | 90               | 72080      | 72400        |
| Cormes                   | 886                      | 19,00      | 47               | 72093      | 72400        |
| Dehault                  | 250                      | 8,94       | 28               | 72114      | 72400        |
| Duneau                   | 1.076                    | 12,82      | 84               | 72122      | 72160        |
| La Bosse                 | 153                      | 10,75      | 14               | 72040      | 72400        |
| La Chapelle-du-Bois      | 779                      | 16,53      | 47               | 72062      | 72400        |
| La Chapelle-Saint-Rémy   | 998                      | 19,20      | 52               | 72067      | 72160        |
| La Ferté-Bernard         | 8.769                    | 14,96      | 586              | 72132      | 72400        |
| Le Luart                 | 1.454                    | 12,23      | 119              | 72172      | 72390        |
| Préval                   | 669                      | 7,62       | 88               | 72245      | 72400        |
| Prévelles                | 193                      | 4,81       | 40               | 72246      | 72110        |
| Saint-Aubin-des-Coudrais | 916                      | 17,42      | 53               | 72267      | 72400        |
| Saint-Denis-des-Coudrais | 113                      | 7,00       | 16               | 72277      | 72110        |
| Saint-Martin-des-Monts   | 172                      | 5,72       | 30               | 72302      | 72400        |
| Sceaux-sur-Huisne        | 584                      | 11,76      | 50               | 72331      | 72160        |
| Souvigné-sur-Même        | 160                      | 6,28       | 25               | 72342      | 72400        |
| Théligny                 | 215                      | 14,31      | 15               | 72353      | 72320        |
| Tuffé Val de la Chéronne | 1.669                    | 29,16      | 57               | 72363      | 72160        |
| Villaines-la-Gonais      | 517                      | 10,34      | 50               | 72375      | 72400        |
| Vouvray-sur-Huisne       | 131                      | 3,34       | 39               | 72383      | 72160        |
| Kanton La Ferté-Bernard  | 24.571                   | 315,61     | 78               | 7205       | –            |

Bis zur landesweiten Neugliederung der Kantone im März 2015 bestand der Kanton La Ferté-Bernard aus den 13 Gemeinden Avezé, Cherré, Cherreau, Cormes, Dehault, La Chapelle-du-Bois, La Ferté-Bernard, Préval, Saint-Aubin-des-Coudrais, Saint-Martin-des-Monts, Souvigné-sur-Même, Théligny und Villaines-la-Gonais. Sein Zuschnitt entsprach einer Fläche von 172,30 km2. Er besaß vor 2015 einen anderen INSEE-Code als heute, nämlich 7210.

## Veränderungen im Gemeindebestand seit der landesweiten Neuordnung der Kantone
2019: Fusion Cherré und Cherreau → Cherré-Au
2016: Fusion Saint-Hilaire-le-Lierru und Tuffé → Tuffé Val de la Chéronne

## Bevölkerungsentwicklung
| 1962  | 1968  | 1975  | 1982  | 1990  | 1999  | 2006  |
| ----- | ----- | ----- | ----- | ----- | ----- | ----- |
| 11087 | 12180 | 13985 | 15262 | 15748 | 16139 | 16974 |